# Крампињи Бонгет
Крампињи Бонгет (фр. Crempigny-Bonneguête) насеље је и општина у источној Француској у региону Рона-Алпи, у департману Горња Савоја која припада префектури Анси.
По подацима из 2011. године у општини је живело 274 становника, а густина насељености је износила 47,08 становника/km². Општина се простире на површини од 5,82 km². Налази се на средњој надморској висини од 501 метар (максималној 857 m, а минималној 340 m).

## Демографија
| 1962. | 1968. | 1975. | 1982. | 1990. | 1999. | 2011. |
| ----- | ----- | ----- | ----- | ----- | ----- | ----- |
| 72    | 106   | 91    | 98    | 114   | 167   | 274   |

График промене броја становника у току последњих година